# Norddeich
Norddeich là một đô thị thuộc huyện Dithmarschen, trong bang Schleswig-Holstein, nước Đức. Đô thị Norddeich có diện tích 6,9 km², dân số thời điểm 31 tháng 12 năm 2006 là 441 người.